# Sálvame la vida EP
Sálvame la Vida es un extended play de la banda chilena de rock alternativo, Lucybell. El lanzamiento incluye la canción «Sálvame la vida», parte del entonces próximo álbum de la banda, Lúmina, el cual fue lanzado en marzo de 2004. También se incluye «Ver el Fin», grabación perteneciente a la banda sonora de la película Sangre Eterna y cuatro versiones de canciones pertenecientes a otros artistas, incluyendo una versión en español de «Invisible Sun» de The Police, lanzada anteriormente en un álbum tributo a la banda británica.

## Lista de canciones
| N.º   | Título                  | Escritor(es)   | Duración |  |
| 1.    | «Sálvame la Vida»       | Lucybell       | 3:31     |  |
| 2.    | «Ver el Fin»            | Lucybell       | 3:56     |  |
| 3.    | «Juego de Seducción»    | Gustavo Cerati | 3:43     |  |
| 4.    | «Tren Al Sur»           | Jorge González | 4:30     |  |
| 5.    | «Arauco Tiene una Pena» | Violeta Parra  | 5:28     |  |
| 6.    | «Sol Invisible»         | Sting          | 5:15     |  |
| 26:23 |                         |                |          |  |

## Personal
- Claudio Valenzuela - Voz, guitarra, teclados.
- Eduardo Caces - Bajo, guitarra rítmica.
- Francisco González - Batería, Bajo, Teclados.